# Gamasomorpha plana
Gamasomorpha plana är en spindelart som först beskrevs av Eugen von Keyserling 1883.  Gamasomorpha plana ingår i släktet Gamasomorpha och familjen dansspindlar.
Artens utbredningsområde är Peru. Inga underarter finns listade i Catalogue of Life.